# Sommartider (film)
Sommartider är en  svensk dramafilm från 2024. Filmen är regisserad av Per Simonsson som även svarat för filmens manus.
Filmen hade biopremiär i Sverige den 17 juli 2024, utgiven av Nordisk Film.

## Handling
Filmen kretsar kring det svenska bandet Gyllene Tider. Per är skolans outsider i gymnasiet i Halmstad som finner vänner för livet genom musiken med MP, Micke, Anders och Göran.

## Rollista (i urval)
- Valdemar Wahlbeck – Per Gessle
- Ville Löfgren – Mats ”MP” Persson
- Phoenix Parnevik – Micke Syd Andersson
- Lance Hedman Graaf – Anders Herrlin
- Xawier Kulas – Göran Fritzon
- Per Lasson – Kurt Gessle
- Lova Schildt – Åsa
- Hampus Hallberg – Lasse Lindbom
- Anastasios Soulis – Kjell Andersson
- Felix Sandman – Tobbe
- Ella Tiritiello – Marie Fredriksson
- Henriette Steenstrup – Sivan Andersson
- Nicol Bertic Kovac – Susan
- Emil Almén – Loffe
- Ava Nikodell – Annie[3]